# Джеррі (Нью-Йорк)
Джеррі (англ. Gerry) — місто (англ. town) в США, в окрузі Чотоква штату Нью-Йорк. Населення — 1782 особи (2020).

## Демографія
Згідно з переписом 2010 року, у місті мешкало 1905 осіб у 722 домогосподарствах у складі 508 родин. Було 833 помешкання
Расовий склад населення:
| - 97,9 % — білих - 0,5 % — азіатів - 0,2 % — корінних американців - 0,2 % — чорних або афроамериканців |

До двох чи більше рас належало 1,2 %. Частка іспаномовних становила 1,0 % від усіх жителів.
За віковим діапазоном населення розподілялося таким чином: 19,7 % — особи молодші 18 років, 57,3 % — особи у віці 18—64 років, 23,0 % — особи у віці 65 років та старші. Медіана віку мешканця становила 46,4 року. На 100 осіб жіночої статі у місті припадало 91,8 чоловіків;  на 100 жінок у віці від 18 років та старших — 89,9 чоловіків також старших 18 років.
Середній дохід на одне домашнє господарство  становив 57 959 доларів США (медіана — 50 263), а середній дохід на одну сім'ю — 65 321 долар (медіана — 56 250). Медіана доходів становила 44 183 долари для чоловіків та 30 972 долари для жінок. За межею бідності перебувало 7,1 % осіб, у тому числі 12,5 % дітей у віці до 18 років та 9,5 % осіб у віці 65 років та старших.
Цивільне працевлаштоване населення становило 828 осіб. Основні галузі зайнятості: освіта, охорона здоров'я та соціальна допомога — 26,7 %, виробництво — 21,0 %, роздрібна торгівля — 15,6 %, будівництво — 10,4 %.